# Net promoter score
Net promoter of net promoter score (NPS) is een managementtool dat gebruikt kan worden om de klantloyaliteit te meten. Het is een alternatieve manier om klanttevredenheid te meten. Er wordt beweerd dat het correleert met omzetgroei. De methode is door veel bedrijven omarmd en wordt door meer dan twee derde van de bedrijven uit de Fortune 1000 gebruikt.
De net promoter score is ontworpen door (en een geregistreerde methode van) Fred Reichheld, Bain & Company en Satmetrix Systems. Het is door Fred Reichheld geïntroduceerd in 2003 in de Harvard Business Review met het artikel One Number You Need to Grow. De score kan variëren tussen de -100 en de +100. Een NPS die boven de nul uitkomt wordt als goed gezien, een score boven de 50 als excellent.

## Berekening van de score
De net promoter score kan worden berekend door de klant één vraag voor te leggen: Hoe waarschijnlijk is het dat u ons zult aanbevelen aan een vriend of collega? Om antwoord te geven, kan de respondent een score van 0 t/m 10 invullen.
De scores worden verdeeld in drie groepen:
1. Promoters: respondenten die een score 9 of 10 hebben gegeven.
2. Neutrals: respondenten die een score 7 of 8 hebben gegeven.
3. Critici: respondenten die een score 0 t/m 6 hebben gegeven.

De score wordt als volgt berekend: NPS = % promoters - % critici
Het eindresultaat is dus geen fractie van het geheel en dient, om verwarring te voorkomen, niet te worden uitgedrukt met een %-teken.
Of deze score als goed kan worden beschouwd, verschilt per sector. De energiesector (gemiddeld -50) behaalt namelijk een lagere net promoter score dan de supermarktsector (gemiddeld +1).:7 Het is daarom van belang de net promoter score af te zetten tegen de scores in de sector.

## Europese NPS
Er bestaat een Europese NPS voor onze 'nuchtere' culturen, waarbij 8, 9 en 10 worden gezien als Promoters en 6 en 7 als Neutrals (een 6 is gewoon een voldoende). Op deze manier past het veel beter bij de Europese cultuur, waarin minder extreem wordt beoordeeld (een 8 is al zeer goed, waar in Amerika iedereen voor een A gaat).

## Kritiek op NPS
Hoewel de net promoter score door veel bedrijven gebruikt wordt, is er vanuit wetenschappelijke hoek veel kritiek op deze methode. Omdat het ontbreekt aan een bewezen causaal verband voldoet het niet aan de eisen van statistische en regressietechnieken. Er wordt gesuggereerd dat er causale verbanden kunnen worden gevonden, maar ze worden niet gegeven.
NPS voegt niets toe in vergelijking met andere meetmethoden van klantloyaliteitOnderzoek door Keiningham, Cooil, Andreassen en Aksoy toont aan dat de net promoter score geen betere voorspeller is dan de ACSI, een andere manier om klantloyaliteit te meten. Er is dus geen bewijs dat de net promoter score de beste voorspeller is voor omzetgroei. Onderzoek van Hayes toont aan dat er geen bewijs is dat de 'waarschijnlijkheid tot aanbevelen' vraag een betere voorspeller is van omzetgroei dan andere methoden voor klantloyaliteit (zoals algemene tevredenheid, waarschijnlijkheid tot herhalingsaankoop).
NPS gebruikt een schaal met lage predictieve validiteitSchneider, Berent, et al. hebben vier verschillende schalen onderzocht. Hieruit bleek dat de aanbevolen 11-puntschaal van Reichheld de laagste predictieve validiteit had.
Minder nauwkeurig dan een samenstelling van vragenEén 'ultieme' vraag is minder betrouwbaar en vergankelijker dan een samengestelde index. Onderzoek van De Haan, Verhoef en Wiesel toont aan dat een combinatie van de net promoter score en de Top-2-Box de meeste inzichten geeft wanneer de voorkeur wordt gegeven aan volledigheid in plaats van eenvoudigheid.
Voorspelt niet hoe loyaal klanten zich zullen gedragenDe intentie om een bedrijf aan te raden alleen is onvoldoende om het loyaliteitsgedrag van klanten in de toekomst te kunnen voorspellen. Het gebruiken van meerdere indicatoren in plaats van één methode presteert significant beter in het voorspellen van aanbevelingen van klanten en loyaliteit. Door één vraag te stellen wordt gesuggereerd dat loyaliteit slechts één dimensie kent.